# PSMB11
PSMB11 (англ. Proteasome subunit beta 11) – білок, який кодується однойменним геном, розташованим у людей на 14-й хромосомі. Довжина поліпептидного ланцюга білка становить 300 амінокислот, а молекулярна маса — 32 530.
| 10         |  | 20         |  | 30         |  | 40         |  | 50         |
| ---------- |  | ---------- |  | ---------- |  | ---------- |  | ---------- |
| MALQDVCKWQ |  | SPDTQGPSPH |  | LPRAGGWAVP |  | RGCDPQTFLQ |  | IHGPRLAHGT |
| TTLAFRFRHG |  | VIAAADTRSS |  | CGSYVACPAS |  | CKVIPVHQHL |  | LGTTSGTSAD |
| CATWYRVLQR |  | ELRLRELREG |  | QLPSVASAAK |  | LLSAMMSQYR |  | GLDLCVATAL |
| CGWDRSGPEL |  | FYVYSDGTRL |  | QGDIFSVGSG |  | SPYAYGVLDR |  | GYRYDMSTQE |
| AYALARCAVA |  | HATHRDAYSG |  | GSVDLFHVRE |  | SGWEHVSRSD |  | ACVLYVELQK |
| LLEPEPEEDA |  | SHAHPEPATA |  | HRAAEDRELS |  | VGPGEVTPGD |  | SRMPAGTETV |
|            |  |            |  |            |  |            |  |            |

A: Аланін

C: Цистеїн

D: Аспарагінова кислота

E: Глутамінова кислота

F: Фенілаланін

G: Гліцин

H: Гістидин

I: Ізолейцин

K: Лізин

L: Лейцин

M: Метіонін

P: Пролін

Q: Глутамін

R: Аргінін

S: Серин

T: Треонін

V: Валін

W: Триптофан

Кодований геном білок за функціями належить до гідролаз, протеаз, треонінових протеаз. 
Локалізований у цитоплазмі, ядрі.